# Harold Bennett
Harold Bennett (Hastings, 17 november 1898 – Londen, 15 september 1981) was een Brits acteur.

## Loopbaan
Bennett was vooral bekend door de rol als de stokoude Mr. Henry Grace jr. in de serie 'Are You Being Served?' ('Wordt u al geholpen'), die liep van 1972 tot 1985. Bennett speelde de directeur/grootaandeelhouder in de serie. De laatste aflevering uit 1981 waarin Bennett meedeed, werd drie maanden na zijn dood uitgezonden.
Bennett was tekenaar bij een elektriciteitsbedrijf. Pas na zijn pensioen werd hij acteur. In 1965, op 66-jarige leeftijd, maakte hij zijn debuut op de Britse televisie in een gastrol van een aflevering van The Wednesday Play. Verder speelde hij gastrollen in King of the River (1966) en Adam Adamant Lives! (1967). Hij verscheen in enkele films en speelde nog meer gastrollen in televisieseries, zoals Doomwatch (1971) en Doctor at Large (1971).
In de serie Dad's Army ('Daar komen de schutters') speelde hij tussen 1969 en 1977 acht keer de rol van Mr. Bluett. 
Bennett beschikte over dezelfde gave als bijvoorbeeld André van Duin: het publiek moest al om hem lachen voor hij iets gezegd had.
Bennett overleed twee maanden voor zijn 83e verjaardag aan een hartaanval.

## Filmografie
- Are You Being Served? televisieserie - Young Mr. Grace (46 afl., 1972, 1973-1979, 1981)
- Oh Happy Band televisieserie - Vicar (Afl. onbekend, 1980)
- Come Back Mrs. Noah televisieserie - De priester (Afl., Who Goes Home?, 1978)
- Dad's Army televisieserie - Mr. Bluett (8 afl., 1969-1977)
- Jesus of Nazareth (televisieserie, 1977) - Elder (Niet op aftiteling)
- Thriller televisieserie - Blinde man (Afl., The Next Victim, 1976)
- The Flight Fund (televisiefilm, 1975) - Blades
- Doctor on the Go Mr. Reeves (Afl., Keep Your Nose Clean, 1975)
- The Ups and Downs of a Handyman (1975) - Gasper
- Thriller televisieserie - Oude Man (Afl., A Place to Die, 1973)
- Doctor in Charge televisieserie - Lord Wagstaff (Afl., The Merger, 1973)
- Sykes televisieserie - Herbert (Afl., Marriage, 1972)
- Au Pair Girls (1972) - Lord Tryke
- Father, Dear Father televisieserie - Oude man (Afl., Brother Dear Brother, 1972)
- Upstairs, Downstairs televisieserie - Assistent boekenwinkel (Afl., Magic Casements, 1972)
- Whack-O! televisieserie - Mr. Dinwiddie #2 (Afl. onbekend, 1971-1972)
- The Stalls of Barchester (televisiefilm, 1971) - Archdeacon Pulteney
- Doctor at Large televisieserie - Mr. Reeves (Afl., It's the Rich Wot Gets the Pleasure, 1971)
- Play for Today televisieserie - Gwens vader (Afl., The Foxtrot, 1971)
- Doomwatch televisieserie - George (Afl., The Iron Doctor, 1971)
- Menace televisieserie - Oudere man (Afl., The Elimination, 1970)
- Doctor in the House televisieserie - Jack (Afl., If You Can Help Somebody - Don't!, 1970)
- Games That Lovers Play (1970) - Oude fotograaf
- Adam Adamant Lives! televisieserie - Pop Williams (Afl., The Deadly Bullet, 1967)
- The Sky Bike (1967) - Rol onbekend
- King of the River televisieserie - Oude Londenaar (Afl., What Shall We Do with a Drunken Sailor?, 1966)
- The Wednesday Play televisieserie - Oude man (Afl., Vote, Vote, Vote for Nigel Barton, 1965)

- Library of Congress Control Number: no2004097966
- MusicBrainz: 7546126e-0380-4724-9390-bb6f9e260805
- Virtual International Authority File: 71110084